# Gestor de fitxers PCMan
El Gestor de fitxers PCMan (PCManFM, de l'anglès File Manager) és un gestor de fitxers desenvolupat per en Hong Jen Yee, un programador Taiwanès que intenta ser un replaçament per a Nautilus, Konqueror i Thunar. Publicat sota la Llicència Pública General GNU, PCManFM és programari lliure. PCManFM és el gestor de fitxers predeterminat a LXDE, que també és desenvolupat pel mateix autor en conjunt amb altres programadors.
PCManFM intenta seguir les especificacions donandes per Freedesktop.org quant a interoperabilitat en programari lliure.